# Ludwig Manzel
Ludwig Manzel (ur. 3 sierpnia 1858 w Kagendorf ob. część Neu Kosenow, zm. 24 listopada 1936 w Berlinie) – niemiecki rzeźbiarz i rysownik.

## Życiorys
Studia ukończył w 1875 na Hochschule für die bildenden Künste w Berlinie, następnie przez 6 lat pod okiem A. Wolffa i F. Schapera studiował rzeźbę w berlińskiej Kunstakademie, uczył się także rysunku u P. Thumanna. Od 1881 roku nauczał w berlińskiej szkole dokształcającej dla rzemieślników. W 1885 otrzymał nagrodę za rzeźbę niewidomej kwiaciarki, co otworzyło mu drogę do dalszych studiów we Włoszech i Paryżu.
W 1895 otrzymał członkostwo berlińskiej Kunstakademie, w latach 1912–1915 i 1918–1920 był jej prezesem. Od 1912 przewodniczący Allgemeine Deutsche Kunstgenossenschaft. W okresie od 1902 do 1925 był kierownikiem mistrzowskiego atelier w Hochshule für die bildenden Künste.
Najbardziej znanym dziełem Manzla była fontanna jego imienia (Manzelbrunnen, znana również jako pomnik Sediny) w Szczecinie (1898). Za model rzeźby otrzymał złoty medal oraz honorową nagrodę miasta Berlina. Dla Szczecina wykonał również m.in. rzeźbę przedstawiającą walkę Lapity z centaurem (na tarasie Wałów Chrobrego), konny pomnik cesarza Fryderyka III (stojący w miejscu obecnego pomnika Mickiewicza). Tworzył również plastykę dekoracyjną dla berlińskich budynków użyteczności publicznej i domów prywatnych, popiersia i majoliki. 
Pochowany został na cmentarzu Südwestkirchhof Stahnsdorf pod Berlinem, na tym samym cmentarzu znajduje się pomnik nagrobny – autorstwa Manzla – Friedricha W. Murnaua (1888–1931), jednego z najważniejszych reżyserów filmowych w przedwojennych Niemczech, twórcy filmu Nosferatu – symfonia grozy.

Dzieła Ludwiga Manzla w Szczecinie
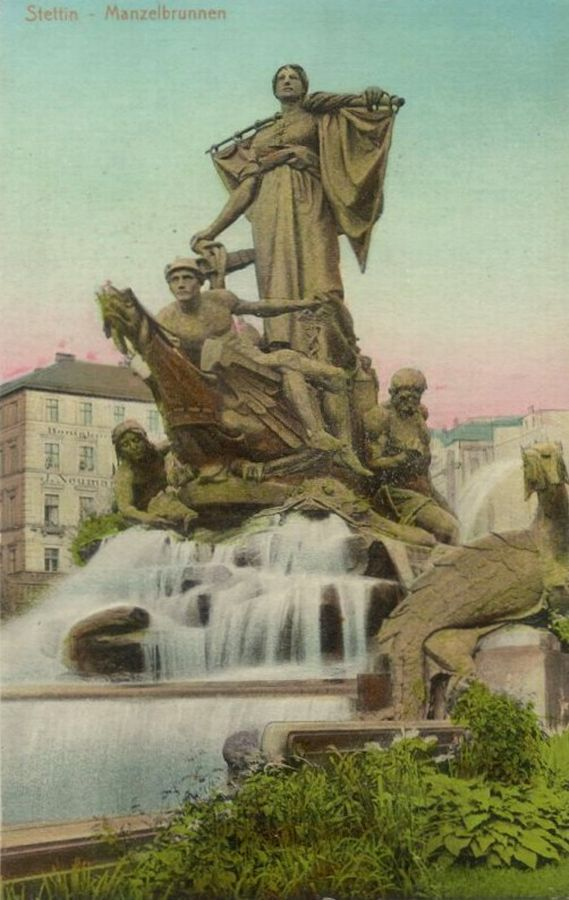
Fontanna Manzla
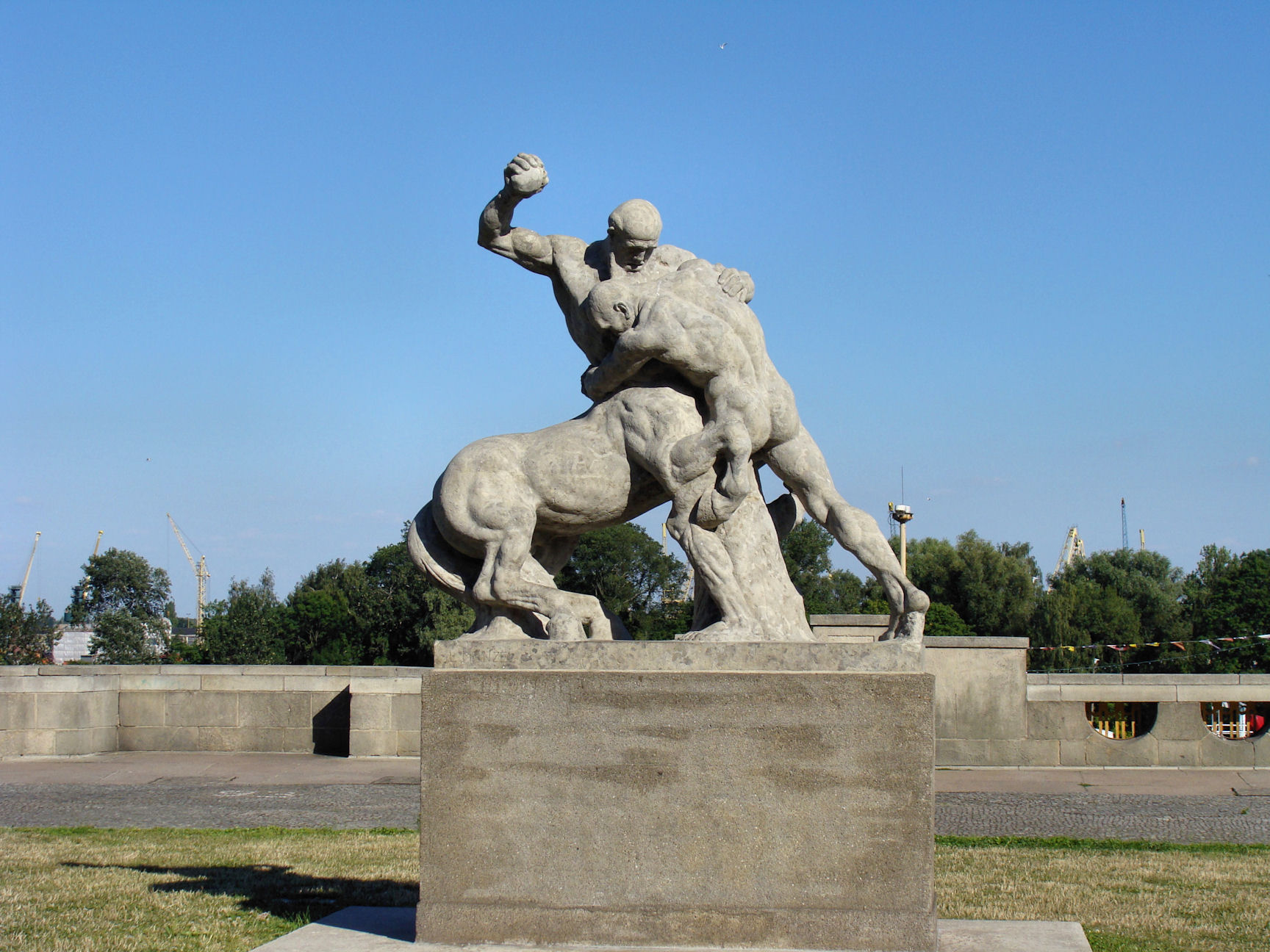
Rzeźba „Herkules walczący z centaurem”
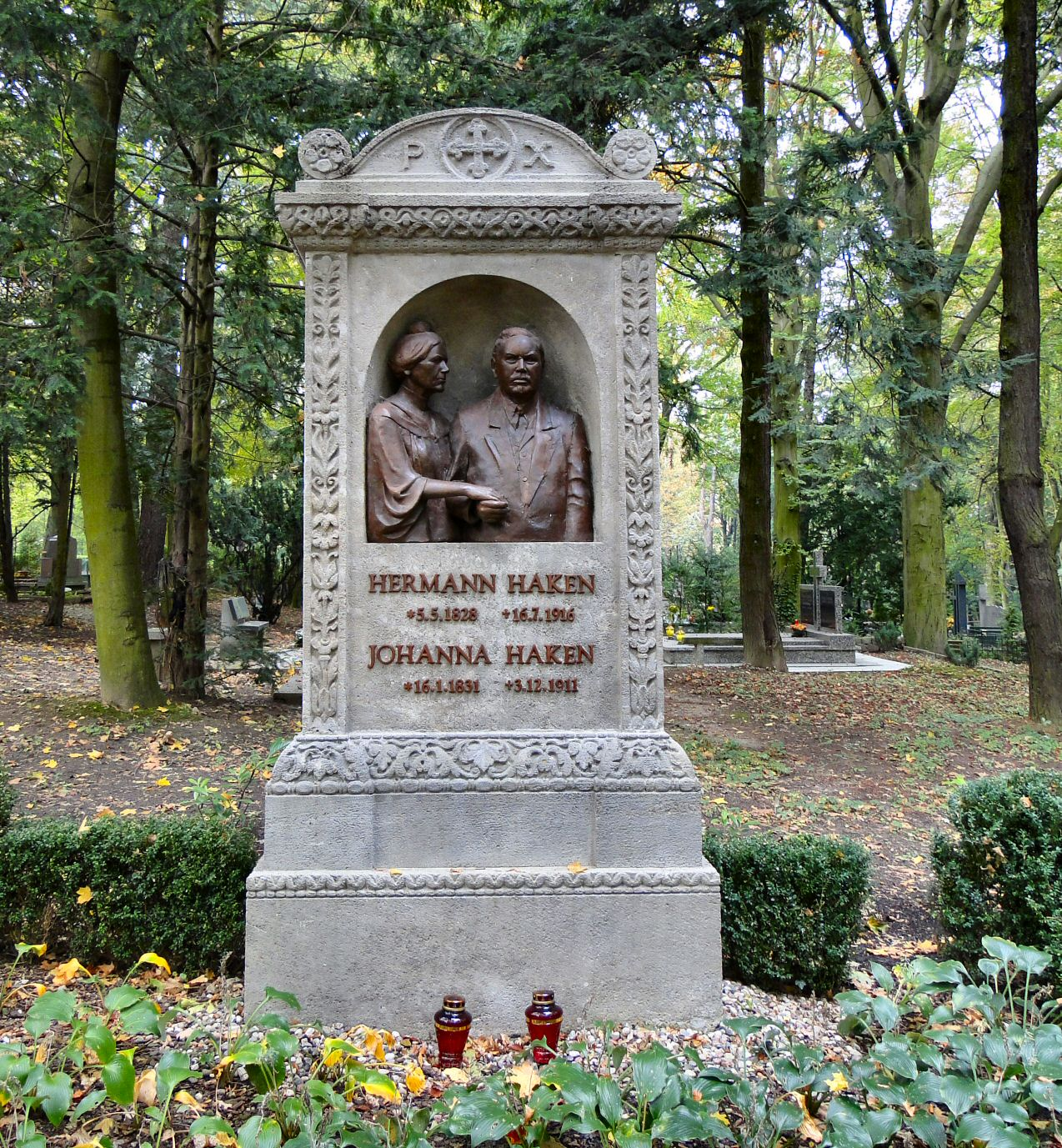
Nagrobek nadburmistrza Hermanna Hakena z małżonką (rekonstrukcja)